# Barbosinha
Roberto Soares Barbosa (Cacique Doble, 30 de março de 1988) é um jogador de futsal brasileiro. Atualmente, joga pela ACBF e pela Seleção Brasileira de Futsal na posição de pivô.